# Château de Tuloc
Le château de Tuloc est un manoir qui se situe dans le village de Clis, sur la commune de Guérande, dans le département français de la Loire-Atlantique.

## Présentation
Le domaine du Tuloc se situe sur le coteau de Guérande, entre la chapelle Sainte-Catherine-d'Alexandrie au nord et du manoir de Kerpondarmes au sud.
Le château est constitué d'un logis édifié au XVIIe siècle, complété d'un pavillon datant du XIXe siècle. Le décor de la porte d'entrée est de style classique. La clôture de défense, érigée au XVIIe siècle, présente des tours avec des bouches à feu destinées à des armes légères de type mousquet, défenses des temps troublés après les guerres de religion.

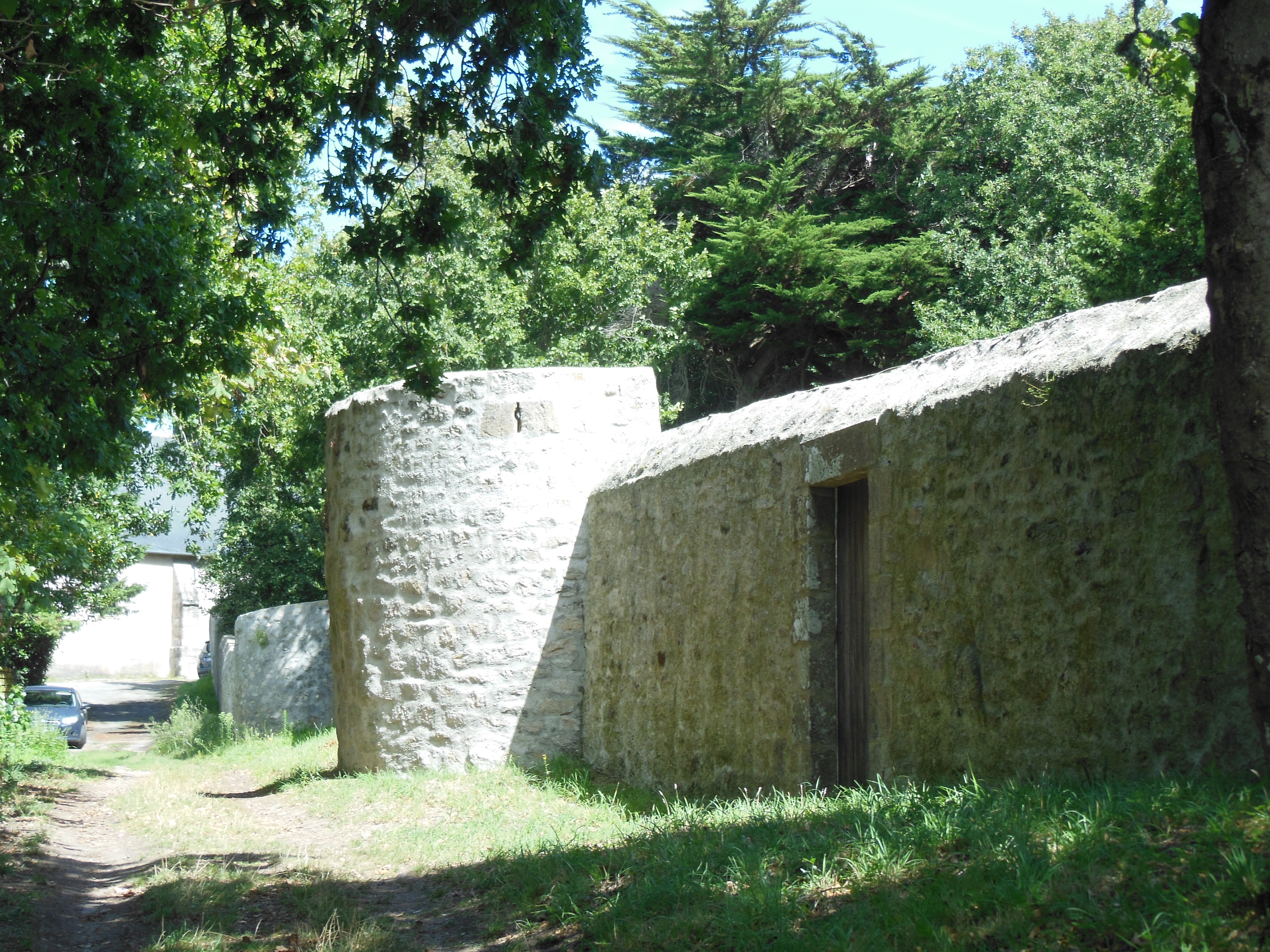
Mur d'enceinte en remontant vers la chapelle Sainte-Catherine, visible en arrière-plan.
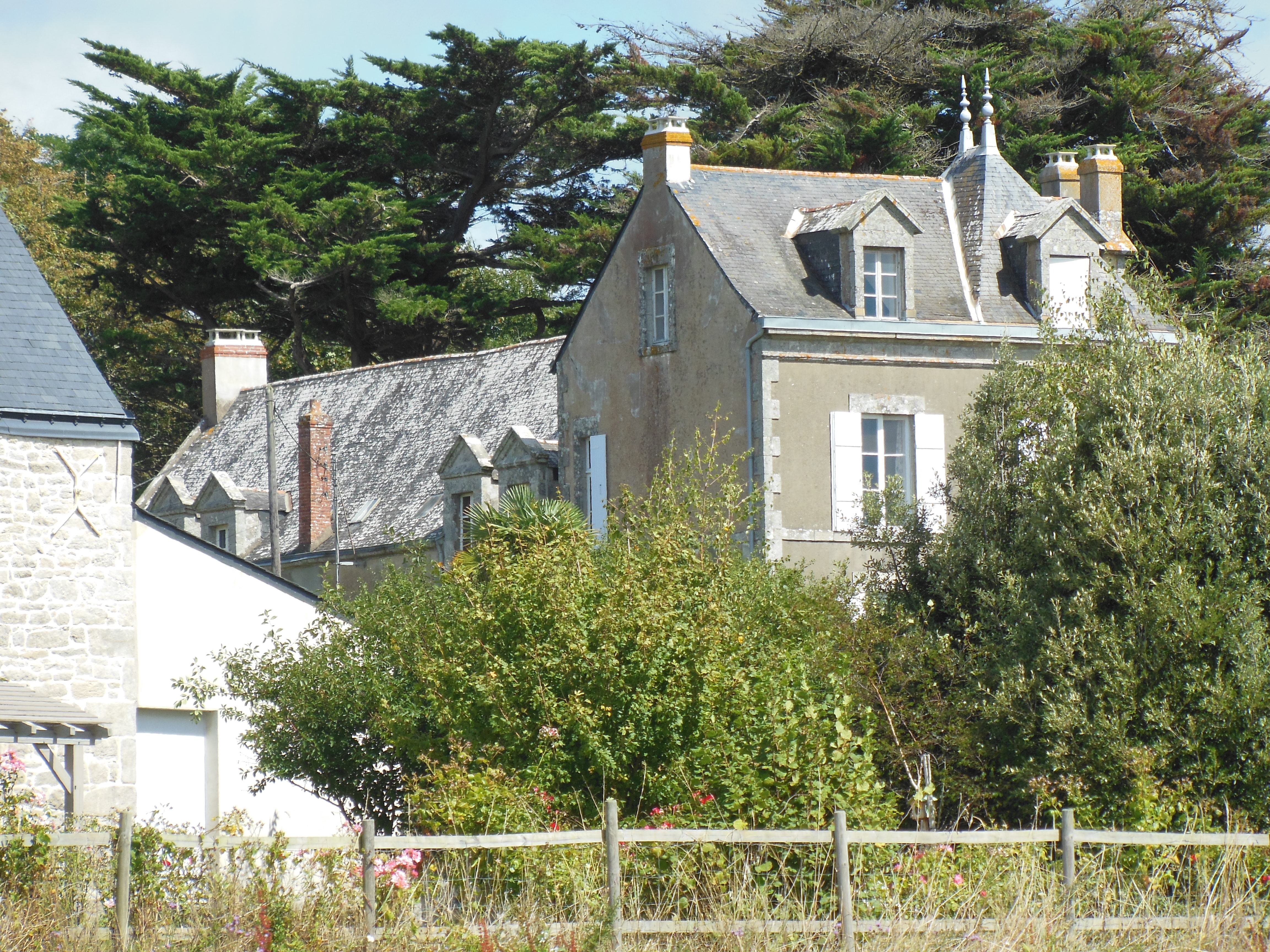
Aperçu du château de Tuloc et de la propriété voisine du manoir de Kerpondarmes sur la gauche en premier plan.

## Histoire
Anciennement lieu ou maison noble de Kerroux appartenant en 1617 à la famille de Kerveno, visiblement ruiné en 1680. Il devient une possession de la famille Calvé de Touloc au début du XVIIIe siècle qui entreprend sa reconstruction. Guillaume Calvé de Touloc est maire de Guérande en 1700, marguillier de la paroisse en 1704-1706 et directeur de l'hôpital de Guérande vers 1716-1717. En 1850, le manoir appartient à M. du Morat puis à M. Boyer à la fin du XIXe siècle qui a augmenté la propriété avec un pavillon au sud et a reconstruit les parties agricoles.   